# ラッドモビール
『ラッドモビール』 (Rad Mobile) は、日本のセガから発売され1991年2月に稼働開始されたアーケード用レースゲーム。
システム基板「セガ・システム32」搭載の第一作目。公道を使用してアメリカ合衆国を横断する事を目的としている。専用筐体を使用しており、セガが1980年代からアーケードゲームとしてリリースし続けた一連の体感ゲームの一つに含まれる。開発は第3AM研究開発部が行い、ゲームデザインは小口久雄、音楽は同社のセガ・マークIII用ソフト『エイリアンシンドローム』（1987年）を手掛けた長井和彦が担当している。
同年7月には最大4人までの通信対戦が可能となったアーケードゲーム『ラッドラリー』がリリースされ、1994年には『ゲイルレーサー』のタイトルでセガサターンに移植された。本作のアーケード版は2020年に発売されたアストロシティミニに収録された。アーケード版はゲーム誌『ゲーメスト』の企画「第5回ゲーメスト大賞」（1991年度）にてベストグラフィック賞で5位を獲得した。

## ゲーム内容

### システム
ゲーム内容は公道を舞台にした非合法レースで、アメリカ合衆国の横断がゲームの主な目的である。西海岸のロサンゼルスからスタートし、ラスベガス、シカゴなどといった都市を州をまたいで通過しながら、最終的にはニューヨークを目指す。
敵車との順位争いの要素も含まれており、レース中は頻繁に順位が入れ替わる。画面はコクピット内からの視界で固定である。
ステージは『ターボアウトラン』（1989年）と同様、一直線で道の分岐などはない。例外として、ステージの終了直後にあるハイウェイのような道で、ショートカットルートに入れる場合がある。ステージの終わりにはチェックポイントがあり、通過するとステージクリアとなる。そのあとしばらく走行すると、次のステージの始まりをあらわすチェックポイントが現れ、これを通過すると次のステージが始まる。制限時間が設定されており、ステージ終了のチェックポイントを通過すると残りタイムが増加する。時間が0になるとゲームオーバー。また、ステージとステージの間の道ではタイムが減少しない。

### ギミック
コース上を走行している一般車に激突すると、通常は多少減速するだけだが、スピードに差がある場合はクラッシュして一時走行不能になってしまう。さらに対向車線の一般車に正面衝突した場合は、自車が大幅にひしゃげ、長時間走行不能となる。敵車も、ボンネットから煙を吹き出しながらスピンしクラッシュする場合があり、その後しばらくの間停止している。この間は簡単に追い越すことが可能である。
ステージによっては夜間や降雨、霧が発生している場面があり、極度に視界が悪くなることがある。こういった場合は筐体のワイパーボタン、ライトボタンを状況に応じて使用する必要がある。特定のステージでは後ろからパトカーが追いかけてくる。ロードブロックを行ってくる場合もある。これに追いつかれると、自車の前に警官が現れ、ボンネットを手で叩きつぶして壊していく。この前後はかなりの間走行不能になるため、パトカーに捕まると制限時間的にかなり不利になる。
順位が一位になった場合、画面にメッセージが流れ、音楽が一位専用の音楽に切り替わる。この音楽はトップを走っている間ずっと流れつづけている。制限時間切れでゲームオーバーになった場合、クレジット投入でそのステージの初めからコンティニューができるが、この際のタイムは少なめに設定される。ステージ20を最後まで走りきるとエンディングになりゲームオーバー。ただし、ショートカットルートを一度でも使用してクリアすると、エンディングに警告メッセージが出るようになっている。

### 専用筐体
本作には可動式の専用筐体が使用された。『アウトラン』に近い形式の筐体で、黒い車を模した専用筐体が左右に傾くようになっている。そのため、ステージ内にバンクなどが配置されるなど、専用筐体を活用させる試みがゲーム内に盛り込まれている。
また、R-360に対応したバージョンも存在する。

### ラッドラリー
1991年7月に稼働開始された。ラッドモビールとデザインや挙動が共通しているが、こちらは非稼動型筐体がメインであり、最大4人での対戦を主体としている。その関係かバックミラーが広くなり、後ろの状況が把握しやすくなっている。ゲームを始めた直後に「夕方」「雨」「山」「夜」の4つの中からいずれかのコースを選んでスタートする。1人でプレイする場合は、スペシャルと表示の出た白い車との一対一での勝負となる。このスペシャルに勝利した場合、もう一回無料でプレイできる。ギアチェンジやスリップストリームなど『ラッドモビール』よりも細かい運転が可能になっている。視点が低いこともあり、『ラッドモビール』よりもスピード感が増している。

## ステージ構成
- ステージ1: ロサンゼルス - 昼

椰子の木の立ち並ぶ西海岸の都市。レースの開幕を示す『RAD MOBILE』の垂れ幕が掛けられた中を走行する。
- ステージ2: モハーヴェ砂漠 - 昼

荒野のステージ。ステージの序盤に交差点があり、通過する車を回避しなければならない。
- ステージ3: ラスベガス - 夜

狭い道路の両脇にカジノのネオンが立ち並ぶ夜の市街地。後半は街を見下ろす高所の道路が舞台となる。
- ステージ4: プロボ - 雨

雨の森林地帯。雨天によりグリップ力が低下している。中盤ではパトカーからの最初の追跡を受ける。
- ステージ5: ソルトレイクシティ - 昼

街から湖上の道路へと通り抜ける。道路の一部は水に浸かっている。
- ステージ6: ロッキー山脈 - 昼

崖に面した道路。2車線の細い道路の上に左側面に壁が一切なく、コースアウトすると崖下に転落してしまう。なおかつ、対向車も存在する。
- ステージ7: シャイアン山（英語版） - 雷雨

雷雨の峡谷地帯。工事中の看板を突破して未舗装の隘路に侵入する。
- ステージ8: リンカーン - 夜

夜の郊外。満月の下、木立と住宅の間を走行する。

ステージ9: オマハ - 昼
トラックが大量に走る牧草地。コース外には小屋や塔が立ち並び、牛が放牧されている。
- ステージ10: カンザスシティ - 霧

霧の市街地。開始直後、パトカーが後方から出現し封鎖網を張るという演出がなされる。
- ステージ11: セントルイス - 夜

夜の荒原。前半は家がまばらに点在する平野を、後半は峡谷のトンネルを通過する。
- ステージ12: スプリングフィールド - 雨

線路と道路が並行しており、線路側に侵入すると列車に追いかけられる。二つの路線は途中で別れて別ルートとなる。
- ステージ13: シカゴ - 昼

タンクが立ち並ぶ沿岸工業地帯から始まるが、大型客船の通過を挟んで、中盤以降はビーチに面した沿岸を通過する。
- ステージ14: インディアナポリス - 夜

洞窟のステージ。外は昼だが洞窟内は暗いためヘッドライトが必要となる。車線は広いものの見通しが悪く、カーブも多い。
- ステージ15: シンシナティ - 昼

草地のバンクのある広原から、起伏の多い山中に向けて走行する。
- ステージ16: コロンバス - 夕暮れ

ゲーム中で唯一の夕刻のステージ。住宅や林が建ち並ぶ。
- ステージ17: ピッツバーグ - 夜

夜の市街地ステージ。夜のステージではあるものの、街灯が光っているためヘッドライトなしでも見通しが良い。
- ステージ18: ワシントンD.C. - 霧

日本桜が植えられたタイダルベイスンを通過する。遠景にはワシントン記念塔と思しき建物を認めることができる。
- ステージ19: フィラデルフィア - 昼

邸宅の建つ森の間を走行する。道路は非常に細く曲がりくねっており、終盤にはパトカーからの最後の追跡も加わる。
- ステージ20: ニューヨーク - 昼

最終ステージ。無数のパトカーと群衆に迎えられる。遠景には世界貿易センタービルと自由の女神が象徴的に表示されている。

## ストーリー

### ゲイルレーサー
舞台はアメリカ。プレーヤーは、誰もがうらやむ地上最速のドライバー。次々に伝説を作り出す走りは、人々を驚かせる。そして、最速の称号ゲイルレーサーが走り屋たちから贈られたのだ。しかし、数年の月日が流れるとゲイルレーサーの名を騙るドライバーが増えてきた。そこで一通の招待状が、プレーヤーに届けられた。

## 他機種版
| No. | タイトル       | 発売日         | 対応機種           | 開発元         | 発売元                          | メディア         | 型式    | 備考 | 出典              |
| --- | -------------- | -------------- | ------------------ | -------------- | ------------------------------- | ---------------- | ------- | ---- | ----------------- |
| 1   | ゲイルレーサー | 1994年12月2日  | セガサターン       | システムサコム | セガ                            | CD-ROM           | GS-9003 |      |                   |
| 2   | ラッドモビール | 2020年12月17日 | アストロシティミニ | 瑞起           | セガトイズ（発売） セガ（販売） | プリインストール | -       |      | [ 2 ] [ 3 ] [ 4 ] |

セガサターン版
『ゲイルレーサー』というタイトルに改題されて移植。1994年のセガサターンのリリース翌月という日本におけるローンチスタート時期に発売された。基本的なシステムやステージ構成などは共通しているが、コースの先の見通しが悪くなり、コース脇のオブジェクトや背景、パトカーに追われるといったイベントが削られるなど、仕様がかなり異なる。また音楽も曲調は似ているが、全て別の曲に差し替えられた。
敵車の台数が大幅に増え、独特の動きをする敵車も登場するようになった。一方で敵車が一般車をよけながら走ったり、クラッシュしたりといった動作は簡略化され、敵車に抜かれるといったこともほとんど無くなった。また、ステージが終わるごとに画面がフェードアウトし、ローディングが行われる。
オープニング、エンディング、一定のステージ間などにはムービーが追加されている。原作のデモ演出やエンディングなどは再現されていない。
二人での対戦が可能。対戦のコース選択画面はそれとなくラッドラリーに類似している。
マスコットの種類が大幅に増えており、ゲームを何度もプレイすることで次第にマスコットが変わっていく。マスコットはテイルスやメタルソニック、マイティーなどいずれもソニックシリーズのキャラクターである。
アストロシティミニ版
1980年代から1990年代中期のアーケードゲーム36作品（+おまけ1作品）が本体にプリインストールされており、この一つとしての収録。オリジナル版が家庭用ゲーム機に移植されるのは初となる。ただしアストロシティミニは汎用ゲーム筐体をモチーフとして造られており、現状では本体と一体化しているジョイスティックコントローラーか、別売りのジョイスティック又はコントロールパッドを使って操作することになる。

## 音楽
『ラッドモビール オリジナルサウンドトラック』
- 2011年7月27日にウェーブマスターから発売[6][7]。同作には『ゲイルレーサー』のBGMも収録されている。

## スタッフ
アーケード版
- ゲームデザイン：小口久雄
- プログラム：藤乗勝巳
- 音楽、編曲：長井和彦
- デラックスキャビネットスタッフ
  - キャビネット・デザイン：平井麻太
  - メカニック・デザイン：吉本昌男、上田憲昭
  - キャビネット・プロダクト：まつのまさき、いとうふとし
  - エレクトリック・デザイン：長田政行、角井信行
  - ハードウェア・デザイン：長田政行
  - モーター・コントローラー・プログラム：長田政行

セガサターン版
- プロデューサー：石井洋児、菅野豊
- ディレクター：近藤智宏
- ゲーム・デザイナー：岩下剛二
- グラフィック・デザイナー：湯田高志、馬立敬一、番重真紀子
- プログラム：あさととおる、ほんごうしおり、あおたかおる、うじのあきお、ゆみこひで
- コンピュータ・グラフィックス：Count Zero
- デザイン：さばのぎんじ、加藤信、小沢真紀子、かのそうじ
- サウンド：木田義人
- アドバイザー：いしはらまなぶ
- スペシャル・サンクス：長井和彦、井上善央、ジル・アレクサンダー、てらぐちだいすけ

## 評価
アーケード版
ゲーム誌『ゲーメスト』の企画「第5回ゲーメスト大賞」（1991年度）において、ベストグラフィック賞で5位、年間ヒットゲームで22位を獲得した。
セガサターン版
ゲーム誌『ファミコン通信』の「クロスレビュー」では、6・6・5・4の合計21点（満40点）、『SATURN FAN』の読者投票による「ゲーム通信簿」での評価は以下の通り、19.4点（満30点）となった。
| 項目 | キャラクタ | 音楽 | お買得度 | 操作性 | 熱中度 | オリジナリティ | 総合 |
| 得点 | 3.2        | 3.6  | 3.3      | 3.2    | 3.2    | 2.9            | 19.4 |